# Di-ethylcarbamazine
Di-ethylcarbamazine (DEC)  is een geneesmiddel dat behoort tot de piperazinederivaten uit de groep van anthelminthica. Het is werkzaam tegen bepaalde parasitaire wormen, zoals Wuchereria bancrofti en het wordt gebruikt voor de behandeling van verschillende vormen van filariasis bij mensen, honden en katten. Het is opgenomen in de [[lijst van essentiële geneesmiddelen]] van de Wereldgezondheidsorganisatie.
Het middel werd eind jaren 1940 geïntroduceerd; de American Cyanamid Company vroeg er op 12 april 1946 een octrooi voor aan. Geneesmiddelen bevatten doorgaans een zout van di-ethylcarbamazine; dit is meestal het citraat.
DEC wordt momenteel opgevolgd door het nieuwere ivermectine.